# Džebel-un-nebi Šu'ajb
Džebel-un-nebi Šu'ajb (arapski: جبل النبي شعيب) najviši je vrh u Jemenu, odnosno na Arapskom poluotoku. Nalazi se u muhafazi Sani, jugozapadno od glavnog grada Sane.
Džebel na arapskom znači planina, nebi znači vjerovjesnik, a Šu'ajb je ime jednog od prvih koji je najavio dolazak Muhameda; u judaizmu i kršćanstvu on se zove Jetro. Džebel-un-nebí Šu'ajb je 63. vrh po visini na svijetu.
Na mnogim kartama još stoji da je najviši vrh planine 3.760 m, ali novija mjerenja govore da je stvarna visina 3.660 m. Drugi bitniji vrh planine zove se Džebel-ut-Tijal.
Na vrhu su vojne i radarske instalacije i svetište Šu'ajba, zbog čega je i danas teško dobiti dozvolu za uspon na vrh. Iako nije pod snijegom kao slični vrhovi u Siriji i Libanonu, i na Džebel-un-nebí Šu'ajbu zna biti mraza (i ponekad snijega) u zimskim mjesecima, a vjetar je uvijek neobično jak cijele godine.

## Vanjske poveznice
|  | Zajednički poslužitelj ima još gradiva o temi Džebel-un-nebi Šu'ajb |

- Jabal an-Nabi Shu’ayb, the highest peak in Arabia[neaktivna poveznica], blog na WordPress.com (engl.)
- Fotografije s Džebel-un-nebí Šu'ajba (Brian J. McMorrow)
- Karta Džebel-un-nebí Šu'ajba na Peakbagger.com
- Hory Arabského poloostrova  Arhivirana inačica izvorne stranice od 5. ožujka 2016. (Wayback Machine) (češ.)